# Революционные вооружённые силы (Куба)
Революцио́нные вооружённые си́лы (исп. Fuerzas Armadas Revolucionarias de Cuba) — вооружённые силы Кубы, обеспечивающие её национальную оборону с января 1959 года.

## История

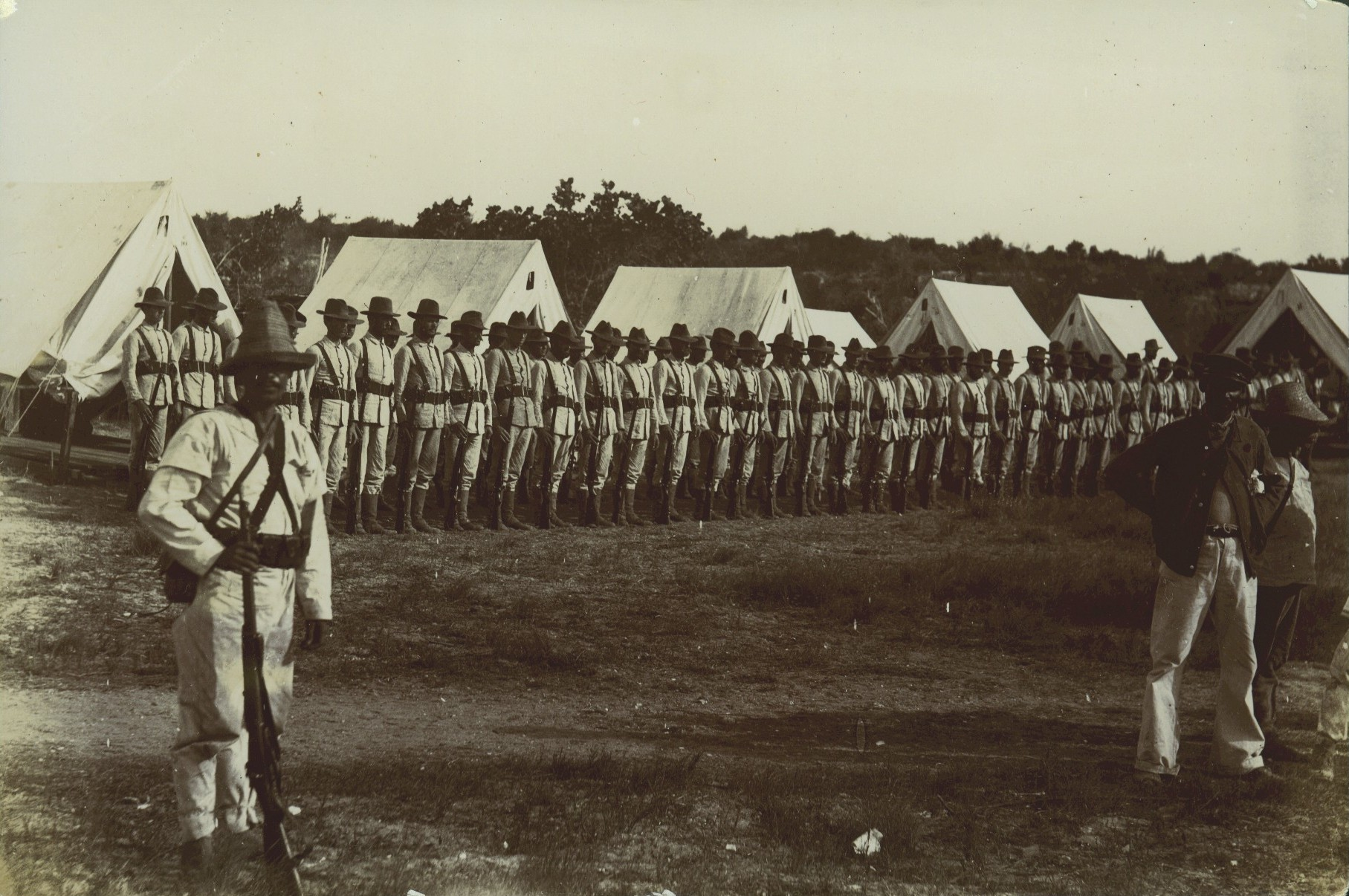
отряд кубинских ополченцев в военном лагере «Camp McCalla» (1898 год)

В ходе начатой в 1764 году военной реформы Куба стала первой из испанских колоний в Америке, где началось формирование милиционных подразделений колониальных войск, в которых было разрешено служить местным уроженцам из числа креолов и метисов.

### 1898—1958 годы
Предшественником вооружённых сил Кубы были отряды повстанцев-«мамби», которые участвовали в войне за независимость. В начале XX века под контролем войск США (находившихся в стране до 20 мая 1902 года) были созданы вооружённые отряды сельской стражи (la Guardia Rural).
По состоянию на 1914 год, вооружённые силы Кубы общей численностью в 5 000 человек состояли из одной пехотной бригады в составе двух трёхбатальонных полков; двух батарей лёгкой артиллерии и 4 батарей горной артиллерии; пулемётного отряда 4-х ротного состава и отряда береговой артиллерии
В марте 1915 года в составе кубинской армии было создано авиационное подразделение.
После того, как в феврале 1917 года против правительства М. Гарсии Менокаля на острове началось восстание под руководством Гомеса (в ходе которого восставшие заняли город Сантьяго), США срочно продали Менокалю крупную партию оружия. Кроме того, в 1918 году был разработан первый вариант плана военного вторжения США на Кубу («Intervention Plan Tan») (один из «цветных военных планов» США).
7 апреля 1917 года, вслед за США, Куба объявила войну Германии (однако непосредственного участия в Первой мировой войне кубинские вооружённые силы не принимали).
13 ноября 1934 года декретом № 671 была создана служба военной разведки (Servicio de Inteligencia Militar, SIM).
8 декабря 1941 года, вслед за США, Куба объявила войну Японии, 11 декабря 1941 года — объявила войну Германии и Италии, а 10 ноября 1942 года разорвала дипломатические отношения с вишистской Францией. Непосредственного участия во Второй мировой войне кубинские вооружённые силы не принимали, но участвовали в поставках военно-стратегического сырья в США и предоставили в распоряжение войск США военно-морские и военно-воздушные базы.
В период Второй мировой войны, с 28 октября 1941 года до сентября 1945 года вооружённые силы Кубы были усилены поставками вооружения и военной техники из США по программе ленд-лиза (первоначально, были запланированы поставки на сумму 3,7 млн. долларов, однако фактически по программе ленд-лиза было передано военное имущество общей стоимостью 6,2 млн долларов), стоимость которого должна была быть погашена до 1947 года поставками товаров и сырья.
- в частности, в 1942—1945 годы по программе ленд-лиза из США было получено 45 самолётов[4]
- кроме того, в 1942 году по программе ленд-лиза из США были получены 8 лёгких танков Marmon Herrington CTMS-1TB1[11] (пять из них оставались на вооружении кубинской армии вплоть до начала 1959 года)[12].

В 1942 году был принят закон о воинской повинности, в соответствии с которым устанавливался смешанный принцип комплектования вооружённых сил (на добровольной основе и по призыву). Кроме того, была создана служба гражданской обороны и построены два учебно-тренировочных лагеря для подготовки солдат (на 4 тыс. военнослужащих каждый).
После окончания войны США передали правительству Кубы построенные в 1942 году для ВВС США авиабазы «San Antonio» (на окраине города Сан-Антонио-де-лос-Баньос) и «San Julián» (в провинции Пинар-дель-Рио).
В сентябре 1947 года в Рио-де-Жанейро был подписан Межамериканский договор о взаимной помощи, к которому присоединилась Куба. В военной школе США в зоне Панамского канала началась подготовка военнослужащих Кубы.
В 1952 году численность вооружённых сил Кубы составляла 45 тыс. человек, на вооружении ВВС находились более 100 устаревших самолётов американского производства, военно-морские силы состояли из 37 кораблей (в том числе 3 фрегатов, 2 канонерских лодок, 2 подлодок, а также более мелких кораблей и катеров).
В марте 1952 года между США и Кубой был подписан «договор о взаимном обеспечении безопасности» (Mutual Defense Assistance Act), в соответствии с которым на остров прибыла американская военная миссия. В дальнейшем, в соответствии с соглашением, правительственная армия Ф. Батисты получала из США военную униформу, стрелковое оружие, боеприпасы, тяжёлое вооружение и бронетехнику.
В апреле 1957 года в Великобритании для ВВС были закуплены первые вертолёты — два «Westland Whirlwind».
До марта 1958 года правительство Ф. Батисты могло закупать у США вооружение и военное имущество в кредит. 14 марта 1958 года США объявили о введении эмбарго на поставки оружия на Кубу, однако на практике этот запрет не соблюдался: часть оружия поступала из США через третьи страны и с военной базы Гуантанамо, а в ноябре-декабре 1958 года оружие поставлялось непосредственно из США на самолётах кубинских ВВС (сотрудник аппарата кубинского военного атташе в США, сержант Анхель Сааведра сумел сфотографировать процесс погрузки и передать фотоснимки и документы о поставках оружия руководству повстанцев, их публикация вызвала общественный резонанс в США).
Помимо американской военной помощи, в 1950-е годы крупные партии вооружения для кубинской армии были получены из Великобритании (в ноябре 1958 года — 17 истребителей «Sea Fury» и 15 танков A-34 «Comet»), Дании (боеприпасы), Италии (20 декабря 1958 года — 5 тыс. винтовок M1 «гаранд» и боеприпасы), Доминиканской республики (стрелковое оружие и боеприпасы) и Никарагуа (в 1956 году — 40 броневиков T-17E1). Некоторое количество автоматических винтовок FN FAL было закуплено в Бельгии.
В состав вооружённых сил правительства Ф. Батисты входили три рода войск (армия, ВВС и ВМФ). В период с 1952 по 1958 год их общая численность увеличилась на 112 %, до 70 тыс. человек. В начале 1958 года для решения вопросов стратегического планирования, повышения эффективности и координации действий различных родов войск был создан орган высшего военного командования — Объединённый генеральный штаб, который возглавил генерал Франсиско Табернилья Дольс.
По состоянию на октябрь 1958 года, на вооружении армии Кубы имелась следующая военная техника:
- самолёты: 8 реактивных учебно-тренировочных самолётов T-33; 15 бомбардировщиков B-26; 15 истребителей F-47D «тандерболт»; два самолёта De Havilland L-20 «Beaver»; 8 шт. T-6 «Тексан»; 8 самолётов AT-6C «Harvard»; 10 транспортных самолётов C-47; один Douglas C-53; 5 шт. лёгких «Пайпер» PA-18; 5 шт. Piper PA-20 «Pacer»; 4 шт. Piper PA-22 «Tri-Pacer» и один Piper PA-23 «Apache»[21].
- вертолёты: шесть вертолётов[21];
- танки: 7 средних танков M4A1 «Шерман» (получены в феврале 1957 года из США); 18 лёгких танков M3A1 «Стюарт» и 5 танков A-34 «Comet»[21].
- бронемашины: 10 бронеавтомобилей M6 «Стагхаунд»; 20 бронеавтомобилей M-8; 24 бронеавтомобиля M3 «Уайт»; 20 лёгких бронеавтомобилей GM T-17[21].
- спецмашины и инженерная техника: 15 тракторов и тягачей; 1 подъёмный кран; 1 пожарная машина и 18 машин «скорой помощи»[21].
- автомашины: 245 грузовиков; 26 автобусов; 413 легковых автомашин и джипов, 157 мотоциклов[21].
- 60-мм миномёты М2 и 81-мм миномёты производства США[17]

Находившееся на вооружении войск стрелковое оружие являлось американским оружием второй мировой войны (винтовки М1903 и M1 Garand, пистолеты-пулемёты Томпсона разных модификаций, 7,62-мм и 12,7-мм пулемёты Браунинга, пистолеты .45 калибра). В конце 1958 года Ф. Батиста закупил у американской компании «Interarmco» 100 шт. автоматов AR-10, они были доставлены в порт Гаваны, но в распоряжение кубинской армии уже не попали, так как были захвачены повстанцами.

### Революционные вооружённые силы Кубы (с 1959 года)
Создание революционной Повстанческой армии было начато в декабре 1956 года, когда группа кубинцев во главе с Ф. Кастро высадилась с яхты «Гранма» в провинции Орьенте и начала вооружённую борьбу против правительства Батисты. До 1959 года они использовали лёгкое стрелковое оружие различных систем (в основном, под патроны 7,62х63 мм и .45 ACP, что позволяло использовать трофейные боеприпасы). Помимо купленных в США и Мексике американских винтовок армейского образца, они закупили и использовали некоторое количество спортивных винтовок под патрон 7,62х63 мм и некоторое количество ручных пулемётов (автоматические винтовки Браунинга М1918 и несколько 7-мм пулемётов Madsen).
В 1959 году началось создание отрядов «милисианос». В сентябре 1960 года были созданы комитеты защиты революции.
- после победы кубинской революции, США прекратили военно-техническое сотрудничество с новым кубинским правительством и стремились воспрепятствовать получению Кубой вооружения из других источников.
- 22 февраля 1959 года была отозвана военная миссия США (в состав которой входили не только военные советники, но и технические специалисты). Несмотря на то, что правительство США официально признало новое правительство Кубы 7 января 1959 года, государственный департамент США не возобновил выдачу разрешений на экспорт оружия, боеприпасов и иного военного имущества на Кубу. В дальнейшем, в марте 1959 года в Майами агенты ФБР арестовали кубинцев, которые пытались отправить на Кубу партию ручных гранат[17].
- США поставили перед странами-союзниками по блоку НАТО и Японией вопрос о «солидарных действиях в отношении Кубы», одним из которых являлось прекращение поставок на Кубу «стратегических материалов»[25]
- 4 марта 1960 года в порту Гаваны в результате срабатывания двух заложенных в трюме взрывных устройств был взорван французский корабль «Ла Кубр», прибывший с грузом бельгийского оружия общей массой около 30 тонн (за исключением нескольких ящиков с ручными гранатами, груз был полностью уничтожен). Результаты расследования показали, что организаторами взрыва являлись спецслужбы США[26][27].
- 24 августа 1960 года сенат США одобрил поправку к закону «Об иностранной помощи», которая устанавливала, что всякое государство, которое будет оказывать Кубе экономическую помощь или продавать ей оружие, лишится американской помощи[28].
- 3 сентября 1960 года США установили запрет на продажу Кубе грузовиков, джипов, запасных частей к ним, а также «других товаров, которые могут быть использованы в военных целях»[28].
- 10 октября 1960 года США установили полное эмбарго на поставки Кубе любых товаров (за исключением продуктов питания и медикаментов)[28].

Тем не менее, в Италии удалось приобрести шесть 120-мм гаубиц и партию снарядов к ним.
Кроме того, в этот период на вооружение кубинских правительственных сил поступило некоторое количество трофейного вооружения, поставленного из-за рубежа боевикам контрреволюционных группировок.
- так, в результате операции кубинской контрразведки (имитировавшей «мятеж» в городе Тринидад) 11-13 августа 1959 года правительственными силами были захвачены четыре крупные партии оружия, боеприпасов и военного снаряжения (три — из Доминиканской республики и одна — от кубинских эмигрантов из США), и повреждённый самолёт C-46[30].
- 15 ноября 1959 года в Гаване была арестована группа из 8 «гусанос», у которых изъяли крупную партию взрывчатки, ввезённой из США[31];
- 24 ноября 1959 года в городе Артемиса (провинция Пинар-дель-Рио) были арестованы 37 «гусанос» и захвачена большая партия оружия, сброшенная для них с самолёта, прилетевшего из США[31].

Поставки продукции военного назначения и оказание технического содействия из СССР начались в 1960 году и осуществлялись до 1990 года.
16 апреля 1961 года, во время боёв в заливе Свиней, Ф. Кастро впервые сделал заявление о социалистическом характере кубинской революции, в дальнейшем Куба примкнула к блоку социалистических стран и начала перевооружение при помощи СССР. Создание кадровой армии началось в мае 1961 года.
В 1962 году на Кубе был открыт советский учебный центр, в котором началась подготовка кубинских военнослужащих. В 1962 году был введён «Боевой устав пехоты», а в феврале 1963 года — «Строевой устав», разработанные под руководством советских военных специалистов с учётом опыта подготовки вооружённых сил СССР и социалистических государств. Началось издание периодических изданий для военнослужащих: «El oficial», «Verde Olivo» и «Trabajo politico»
- в то же время, по программе обмена опытом, военнослужащие кубинских спецподразделений обучали сотрудников советских спецподразделений действиям в условиях тропических джунглей[36]

23 марта 1963 года в порту Матантас кубинскими войсками была уничтожена группа диверсантов (55 человек), предпринявшая попытку высадиться в порту.
В 1969 году вооружённые силы Кубы стали участником СКДА. Были предприняты усилия по развитию в стране стрелкового спорта. 
23 сентября 1970 года были образованы пограничные войска.
В октябре 1972 года на побережье Кубы в районе Баракоа попыталась высадиться ещё одна группа кубинских эмигрантов-«гусанос», но её участники были разоружены и взяты в плен военнослужащими кубинской армии.
К середине 1970-х годов вооружённые силы Кубы стали самыми боеспособными в Латинской Америке.
В 1980 году Куба заключила двусторонний договор о дружбе, сотрудничестве и военной помощи с ГДР, а в 1982 году — двусторонний договор о дружбе, сотрудничестве и военной помощи с Социалистической Республикой Вьетнам.
20 марта 1981 года в провинциях Кубы были созданы школы военной подготовки (Escuelas Provinciales de Preparación para la Defensa, EPPD).
Кроме того, в 1980-е годы Куба получила крупную партию автоматов Калашникова из КНДР.
В начале 1990-х гг. численность вооружённых сил была сокращена, значительная часть техники была законсервирована. Экономические проблемы страны заставили армию искать новые способы самофинансирования. В сжатые сроки на острове было создано значительное количество военных подсобных хозяйств для производства продуктов питания для войск. Кроме того, военнослужащие были привлечены к участию в иных формах хозяйственной деятельности (ремонтно-строительных, лесовосстановительных и др. работах).
С учётом изучения опыта операции против Ирака в декабре 1991 года, вторжения США на Гаити в 1994 году и войны НАТО против Югославии в 1999 году военно-политическое руководство Кубы поставило приоритетной целью проводимой в 1990-е-2000-е годы военной реформы предотвращение возможности успешного проведения против Кубы воздушной наступательной операции США с применением сил тактической авиации, крылатых ракет и БПЛА. На территории страны были построены десятки замаскированных укрытий для рассредоточенного хранения бронетехники, началось превращение стационарных систем ПВО в мобильные.
В период после декабря 1998 года более интенсивно начало развиваться кубино-венесуэльское сотрудничество, в том числе военное. В Венесуэлу прибыла военная миссия Кубы, которая размещается в форте Тиуна (недалеко от Каракаса).
В 2000 году Куба подписала соглашение о расширении военного сотрудничества с Китаем.
В 2001—2002 гг. оружейным предприятием «Union de la Industria Militar» для кубинской армии была разработана 7,62-мм снайперская магазинная винтовка «Alejandro»
В 1998 году Куба начала программу по модернизации бронетехники, в ходе которой к 2006 году был завершён ряд самостоятельных проектов по модернизации танков, бронетранспортеров, систем ПВО и другой техники советского производства. Модернизация техники проводится на кубинских предприятиях и совмещается с капитальным ремонтом, позволяющим продлить срок службы танков и бронетранспортеров на 10-15 лет. В 2000—2014 годы в войска поступили:
- 300—350 модернизированных танков (поставленные в советское время Т-55 и Т-62, модернизированные до уровня Т-55М и Т-62М)
- мобильные пусковые установки для зенитно-ракетных комплексов С-75 и С-125 на шасси танка Т-55[41] (впервые продемонстрированы в 2006 году)[51].
- самоходные орудия Т-34-122 (122-мм гаубица Д-30 на шасси танка Т-34) и Т-34-130 (130-мм пушка М-46 на шасси танка Т-34)
- артиллерийские орудия калибра 122 и 130-мм на шасси грузовика КрАЗ-255Б (получившие название "Jupiter")[52]
- модернизированные бронетранспортёры БТР-60, оснащённые зенитными скорострельными установками или танковыми орудиями в бронированных башнях[53][41]
- самоходные миномёты БРДМ-2-120 (боевая разведывательная машина БРДМ-2, оснащенная 120-мм полковым миномётом образца 1955 года)
- бронетранспортёры БТР-60, на которых установлена башня от боевой машины пехоты БМП-1[41][54].

По состоянию на начало 2005 года, Куба имела одну из самых эффективных систем гражданской обороны в Латинской Америке.
В начале августа 2006 года правительство Кубы начало кампанию по укреплению обороноспособности страны, модернизации армии и вооружения.
В 2007 году кубинцами был разработан лазерный целеуказатель VLMA для автомата АКМ.
В августе 2008 года, после визита на Кубу секретаря Совета безопасности РФ Н. П. Патрушева было принято решение о восстановлении российско-кубинских связей. В сентябре 2009 года были подписаны кубино-российские соглашения, в соответствии с которыми началась подготовка кубинских военнослужащих в российских военно-учебных заведениях.
- в частности, кубинские курсанты обучаются в ОмТТИ[59]

В сентябре 2012 года министр обороны Кубы сообщил о том, что достигнуто соглашение о развитии кубинско-китайского военного сотрудничества.
В 2014 году было подписано соглашение о военно-техническом сотрудничестве Кубы и ЮАР (в соответствии с которым до января 2017 года было подготовлено 25 технических специалистов и автомехаников для вооружённых сил ЮАР).

## Организационная структура
В соответствии с конституцией страны, Президент Республики Куба является верховным главнокомандующим и определяет структуру вооружённых сил. Армия Кубы находится под руководством главнокомандующего Мигеля Диаса-Канеля и министра обороны Альваро Лопеса Миеры.
Армия Кубы включает следующие виды вооружённых сил:
- Сухопутные войска:

- состоят из кадровых частей регулярной армии и территориальных частей резерва Сухопутных войск;
- кроме того, в составе армии есть подразделения специального назначения (Tropas Especiales, неофициальное наименование «las Avispas Negras»)

- Революционный военный флот:

- включает военно-морские силы и части береговой обороны;
- кроме того, в составе ВМС создано спецподразделение — отряд боевых пловцов FEN

- Революционные воздушные и противовоздушные силы (DAAFAR, Defensa Anti-Aérea Y Fuerza Aérea Revolucionaria):

- состоят из истребительной авиации, зенитно-ракетных частей ПВО, зенитно-артиллерийских частей ПВО и радиотехнических частей ПВО;

- Отряды территориальной милиции (МТТ, Milicias de Tropas Territoriales);
- Армия рабочей молодёжи (EJT, Ejército Juvenil del Trabajo);
- Пограничные войска — подчинены министерству внутренних дел.
- военный оркестр

Армия комплектуется на основе закона о всеобщей воинской обязанности (введён в 1963 году), призывной возраст — 17 лет, срок действительной военной службы — 3 года. Женщины, имеющие специальную подготовку, в мирное время могут проходить военную службу в вооружённых силах на добровольной основе (а в военное время могут быть мобилизованы). Командные кадры готовятся в военных училищах, Военно-техническом институте и Военно-морской академии.

## Современное состояние
Кубинская армия регулярно проводит командно-штабные и общевойсковые военные учения:
- «Монкада»[64];
- «Бастион» — учения по отражению военного вторжения на остров, впервые проведены в 1980 году, затем в 1983, 1986, 2004, 2009 и 2013[65][66][67][68].

По состоянию на 2011 год, общая численность населения Кубы составляла 11,204 млн чел., мобилизационный ресурс — 6,1 млн чел. (в том числе, 3,8 млн годных к военной службе). Общая численность вооружённых сил составляет 49 тыс. чел., резерв — 39 тыс., еще 39 тыс. служит в иных военизированных формированиях и 50 тыс. в силах гражданской обороны
- Сухопутные войска: 38 тыс. чел., 900 танков (Т-34-85, Т-54, Т-55, Т-62 и ПТ-76); 400 БМП-1; 500 бронетранспортёров; 1730 орудий полевой артиллерии (в том числе, 40 самоходных гаубиц); 15 122-мм стационарных орудий береговой обороны; 175 РСЗО; 1 тыс. 120-мм и 82-мм миномётов; 400 орудий зенитной артиллерии; 300 пусковых установок ЗУР[69].
- ВВС и ПВО: 8 тыс. чел., два МиГ-29 и один МиГ-29УБ; четыре МиГ-21МЛ; 24 МиГ-23 различных модификаций; 25 L-39; один Ан-2; три Ан-24; один Ан-30; два Ан-32; три Як-40; два Ил-76; четыре Ми-35; два Ми-8Р; восемь Ми-17[69].
- ВМС (включая части морской пехоты и силы береговой обороны): 3 тыс. чел., два десантно-штурмовых батальона морской пехоты (общей численностью 550 чел.); один малый патрульный корабль проекта 1241ПЭ; шесть ракетных катеров проекта 205; два тральщика проекта 1265; три тральщика проекта 1258; одно гидрографическое судно; один учебный корабль[69].

- кроме того, на вооружении отряда боевых пловцов FEN имеется несколько десантных пластиково-надувных моторных лодок класса «Zodiac».

- Подразделения Министерства государственной безопасности: 20 тыс. чел.[69];
- Пограничные войска: 6,5 тыс., два сторожевых корабля проекта 205П; 18 малых противолодочных кораблей проекта 199[69].

## Профессиональные праздники
- «День милисианос» (введён в апреле 1961 года);
- 17 апреля — День ВВС и ПВО Кубы (введён в 1961 году);
- 18 апреля — День танкиста (введён в 1961 году);
- 19 апреля — День победы в сражении при Плайя-Хирон (c 1961 года);
- 2 декабря — День Революционных вооружённых сил Кубы.

## Дополнительная информация
- В марте 2012 года начал работу официальный сайт вооружённых сил Кубы[70]